# Дуброславичи
Дуброславичи (Доброславичи) — деревня в Жуковском районе Брянской области, в составе Овстугского сельского поселения. 
 Расположена в 2 км к западу от села Овстуг. Население — 1 человек (2010).

## История
Впервые упоминается в XVII веке, в составе Подгородного стана Брянского уезда. С XVIII века — владение Тютчевых. Состояла в приходе села Вщиж, с начала XIX века — села Овстуг.
С 1861 по 1929 год в Овстугской волости Брянского (с 1921 — Бежицкого) уезда, позднее в Жуковском районе (до 2005 года входила в Овстугский сельсовет).
| Годы      | 1866 | 1926 | 1979 | 1989 | 2002 | 2010 |
| --------- | ---- | ---- | ---- | ---- | ---- | ---- |
| Население | 172  | 384  | 5    | 5    | 3    | 1    |